# 光吉一
光吉 一（みつよし はじめ、1962年〈昭和37年〉3月31日 - ）は、日本の農林水産官僚。

## 来歴
東京都出身。1987年（昭和62年）、東京大学経済学部を卒業し、農林水産省へ入省。
入省後、経営局構造改善課長、消費・安全局表示・規格課長、農村振興局農村政策部農村計画課長、農林水産省大臣官房予算課長などを歴任。
2018年（平成30年）7月27日、農林水産省大臣官房総括審議官に就任。
2019年（令和元年）7月8日、農林水産省大臣官房総括審議官（国際）に就任。
2020年（令和2年）8月3日、経営局長に就任。
2022年（令和4年）6月28日、退職。

## 年譜
- 1987年（昭和62年）
  - 東京大学経済学部卒業[2]
  - 農林水産省入省[2]
- 1993年9月 - 農林水産省大臣官房文書課法令審査官[1]
- 1996年4月 - 水産庁海洋漁業部国際課課長補佐（総括）[1]
- 2003年7月 - 農林水産省大臣官房文書課調査官（併）農林水産省経営局金融調整課[1]
- 2004年7月 - 島根県農林水産部次長[1]
- 2007年（平成19年） - 農林水産省経営局構造改善課長[7]
- 2010年（平成22年） - 農林水産省消費・安全局表示・規格課長[7]
- 2012年（平成24年） - 農林水産省農村振興局農村政策部農村計画課長[7]
- 2015年（平成27年） - 農林水産省大臣官房予算課長[7]
- 2018年（平成30年）7月 - 農林水産省大臣官房総括審議官[6]
- 2019年（令和元年）7月 - 農林水産省大臣官房総括審議官（国際）[5]
- 2020年（令和2年）8月 - 農林水産省経営局長[2][3]
- 2022年（令和4年）6月 - 退職[4]